# Haploisotoma ventanensis
Genre
Espèce
Haploisotoma ventanensis, unique représentant du genre Haploisotoma, est une espèce de collemboles de la famille des Isotomidae.

## Distribution
Cette espèce est endémique d'Argentine.

## Étymologie
Son nom d'espèce, composé de ventan[a] et du suffixe latin -ensis, « qui vit dans, qui habite », lui a été donné en référence au lieu de sa découverte, la Sierra de la Ventana.

## Publication originale
- Izarra, 1965 : Fauna Colembologica de Sierra de la Ventana (Provincia de Buenos Aires, Argentina). Physis, vol. 25, no 70, p. 263-276.